# Староизобильненский сельсовет
Староизоби́льненский сельсове́т — упразднённое сельское поселение в составе Изобильненского района Ставропольского края Российской Федерации.

## География
Находится в центральной части Изобильненского района.

## История
С 1 мая 2017 года, в соответствии с Законом Ставропольского края от 14 апреля 2017 № 35-кз, все муниципальные образования, входящие в состав Изобильненского муниципального района Ставропольского края, — городские поселения город Изобильный, посёлок Рыздвяный, посёлок Солнечнодольск, сельские поселения станица Баклановская, Каменнобродский сельсовет, Московский сельсовет, Новоизобильненский сельсовет, станица Новотроицкая, Передовой сельсовет, Подлужненский сельсовет, село Птичье, Рождественский сельсовет, хутор Спорный, Староизобильненский сельсовет, село Тищенское, — были преобразованы, путём их объединения, в Изобильненский городской округ.

## Население
| 1989  | 2002  | 2010  | 2011  | 2012  | 2013  |
| ----- | ----- | ----- | ----- | ----- | ----- |
| 2408  | ↗3039 | ↘3002 | ↘3001 | ↘2956 | ↘2935 |
| 2014  | 2015  | 2016  | 2017  |       |       |
| ↘2870 | ↘2854 | ↘2825 | ↗2831 |       |       |

### Национальный состав
По итогам переписи населения 2010 года на территории поселения проживали следующие национальности (национальности менее 1 %, см. в сноске к строке «Другие»):
| Национальность | Численность | Процент |
| -------------- | ----------- | ------- |
| Русские        | 2723        | 90,71   |
| Цыгане         | 54          | 1,80    |
| Украинцы       | 41          | 1,37    |
| Аварцы         | 38          | 1,27    |
| Армяне         | 30          | 1,00    |
| Другие         | 116         | 3,86    |
| Итого          | 3002        | 100,00  |

## Состав поселения
До упразднения муниципального образования в состав его территории входили 3 населённых пункта:
| № | Населённый пункт | Тип населённого пункта          | Население |
| - | ---------------- | ------------------------------- | --------- |
| 1 | Смыков           | хутор                           | #Н/Д      |
| 2 | Староизобильная  | станица, административный центр | ↗2820     |
| 3 | Сухой            | хутор                           | ↘200      |

## Местное самоуправление
- Совет депутатов сельского поселения Староизобильненский сельсовет (состоял из 11 депутатов, избираемых на муниципальных выборах по одномандатным избирательным округам сроком на 5 лет)[18][19].
- Администрация сельского поселения Староизобильненский сельсовет[18] (глава поселения — Иванова Елена Николаевна[20]).

## Экономика
Основой экономики муниципального образования является производство сельскохозяйственной продукции, осуществляемое сельскохозяйственным производственным кооперативом «Рассвет» (Староизобильная). Сфера торговли представлена 8 предприятиями.

## Культура
Услуги в сфере культуры оказывают Староизобильненский сельский дом культуры и Смыковский сельский дом культуры.

## Образование
Образовательные услуги оказывают 2 общеобразовательных учреждения и одно дошкольное образовательное учреждение.

## Здравоохранение
Медицинские услуги оказывают Староизобильненская врачебная амбулатория и 2 фельдшерских пункта.